# Leucadendron dubium
Espèce
Leucadendron dubium est une espèce de plantes à fleurs de la famille des Proteaceae. Cette plante, qui se rencontre dans la réserve naturelle du Cederberg (Cap-Occidental, Afrique du Sud), fait partie du fynbos.

## Description
Leucadendron dubium est un arbuste fleuri.

## Statut de conservation
L'habitat de la plante est menacé par l'industrie du thé rooibos.

## Galerie

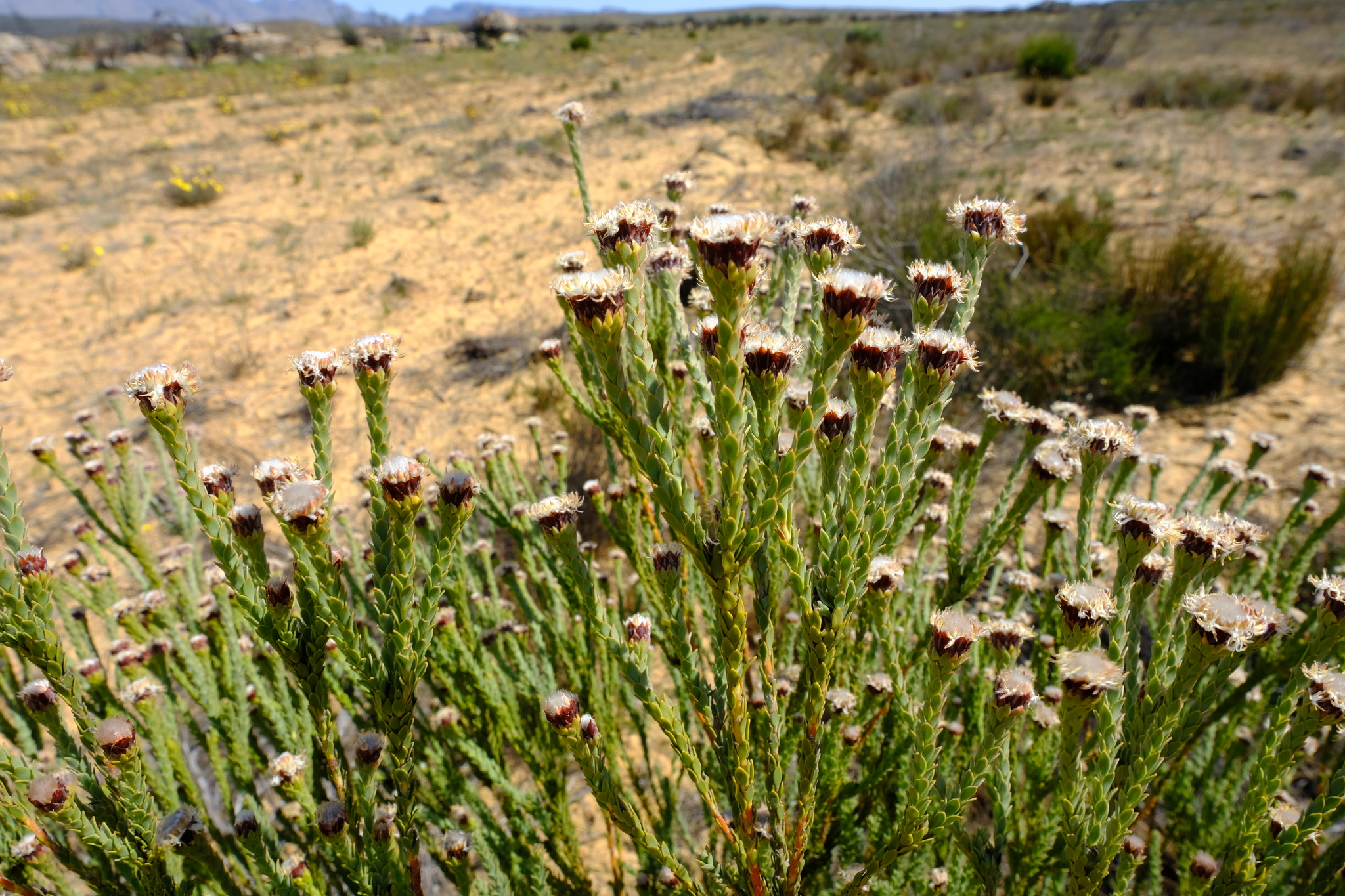
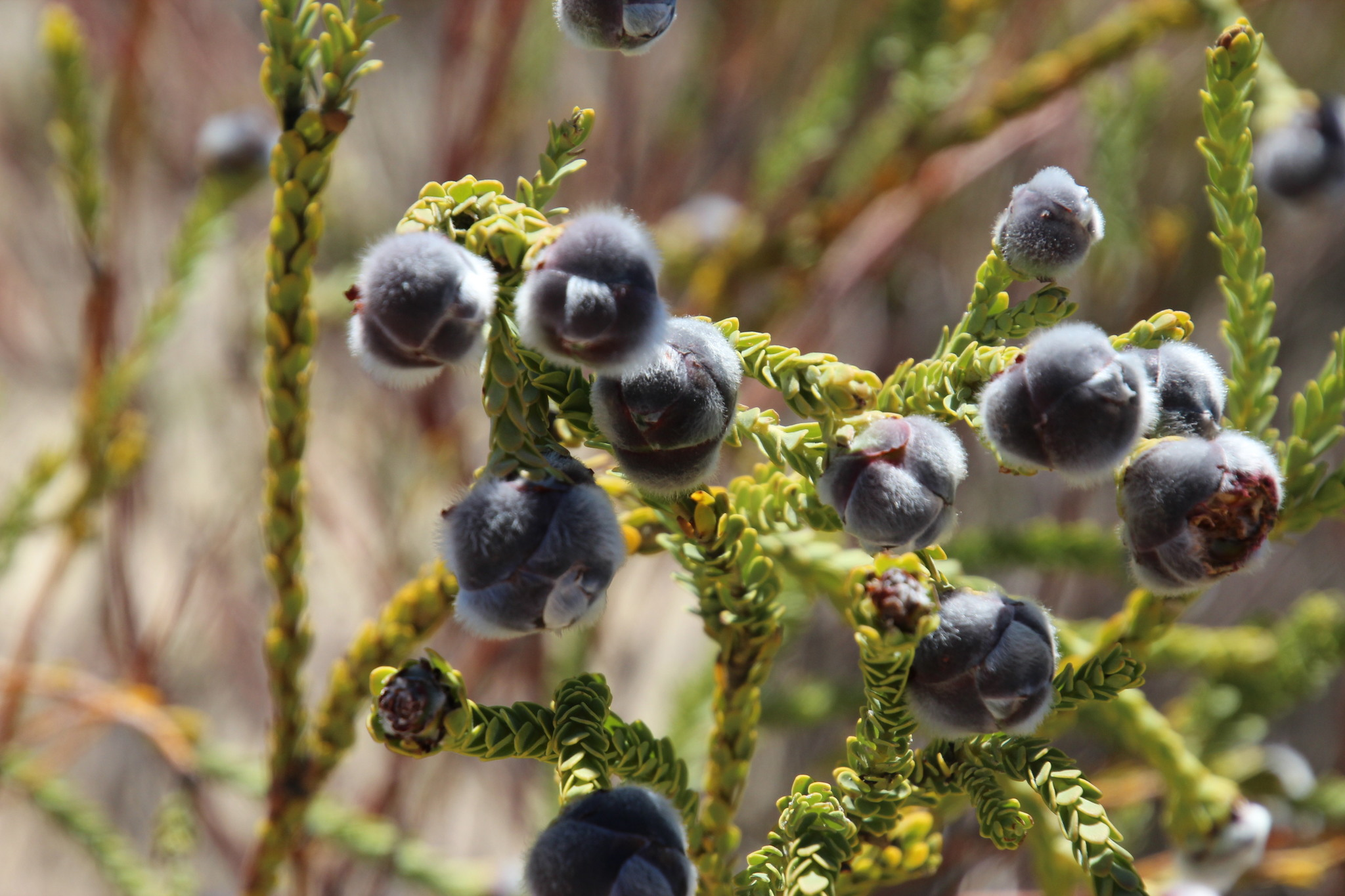
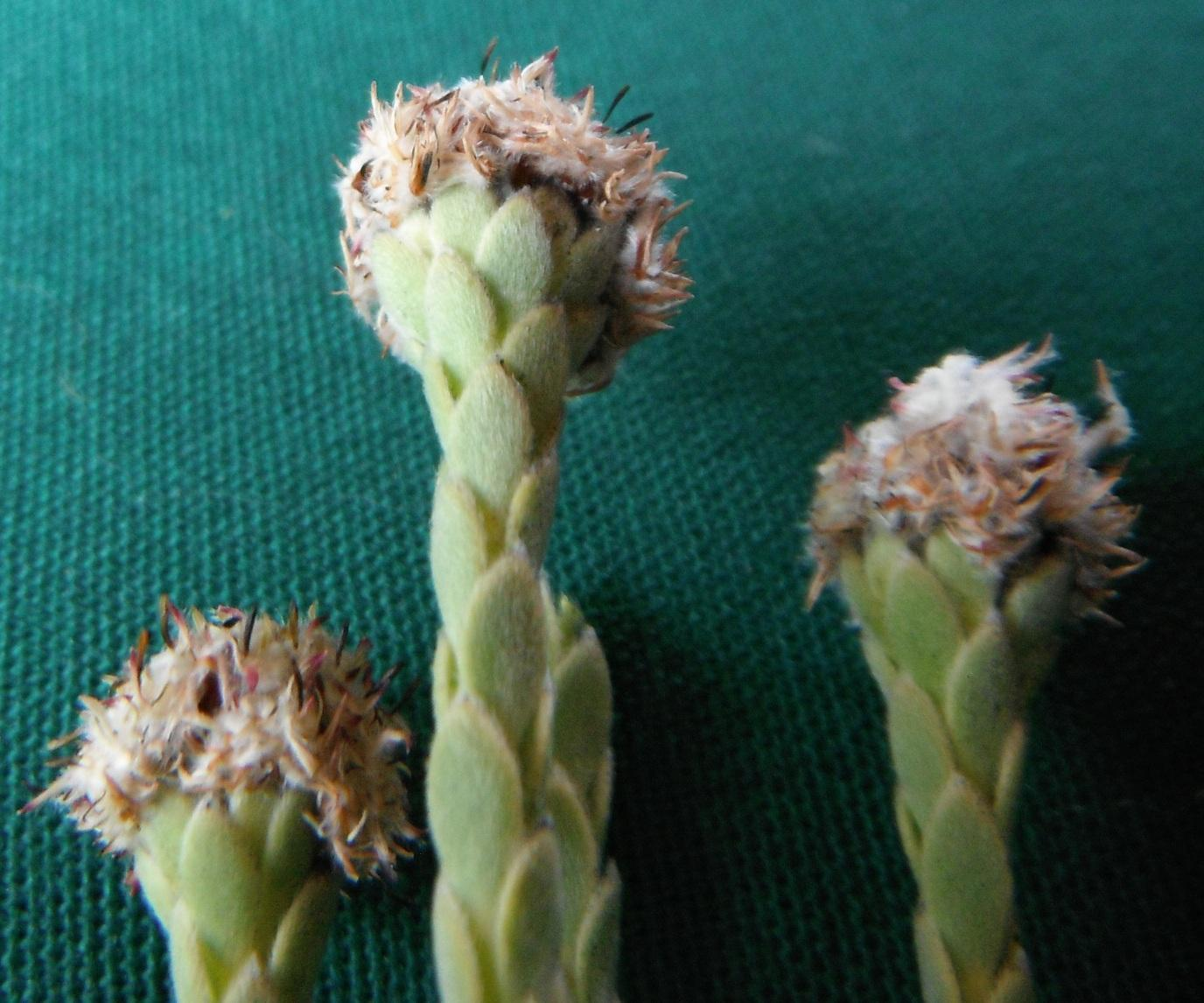
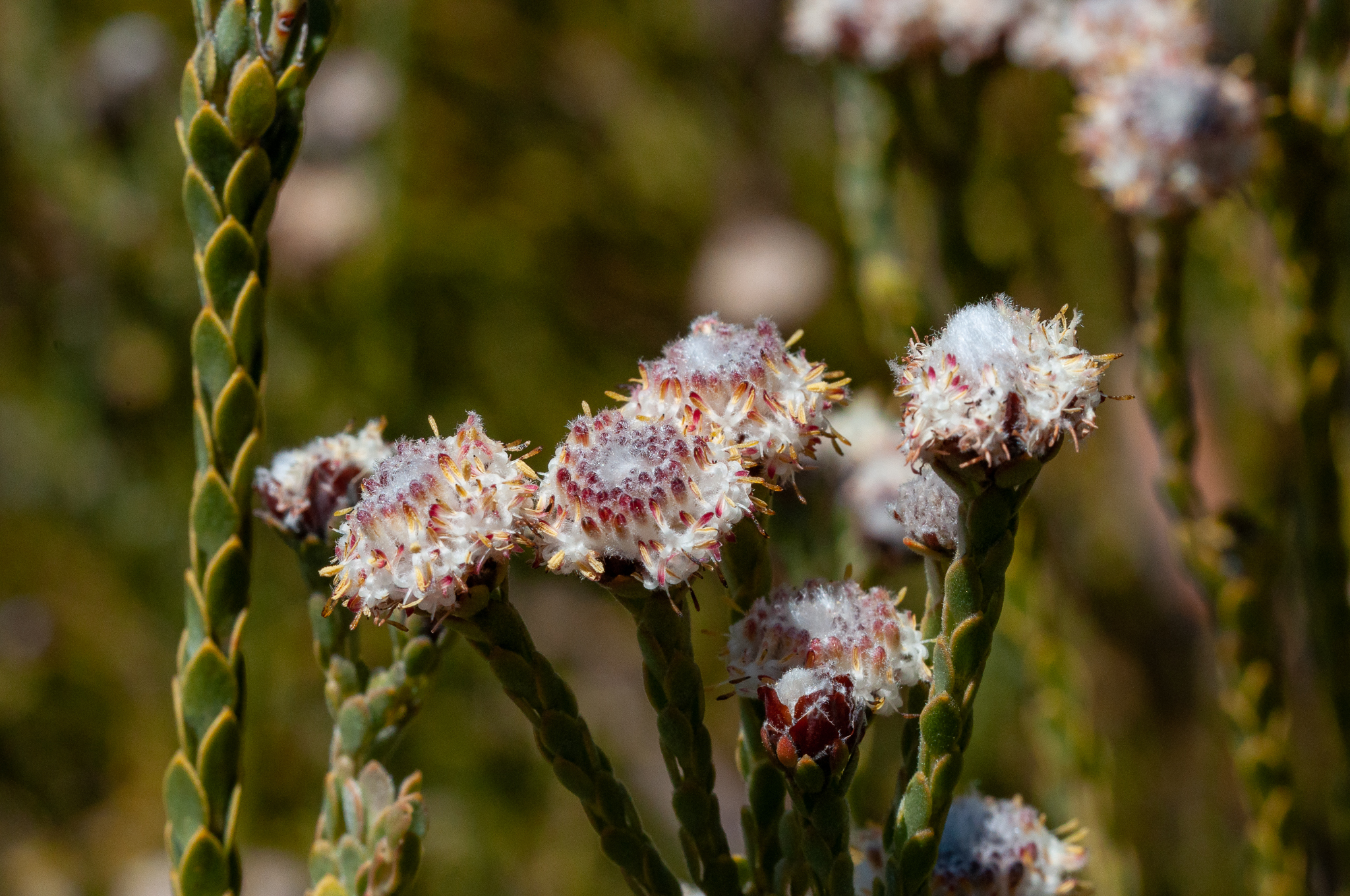

## Dénominations
Cet arbuste est appelé communément en afrikaans Vuurslaanbos, et, en anglais, Cederberg conebush.

## Systématique
Le nom correct complet (avec auteur) de ce taxon est Leucadendron dubium H.Buek (d) ex Meisn..
Leucadendron dubium a pour synonymes :
- Leucadendron buxifolium R.Br.
- Leucadendron dubium H.Buek
- Protea buxifolia (R.Br.) Kuntze
- Protea imbricata J.C.Wendl.
- Protea wendlandii Poir.

### Étymologie
Le nom de genre Leucadendron vient du grec leukos « brillant, blanc » et dendron « arbre ». 
Son épithète spécifique dubium du latin dubius « balançant d'un côté et de l'autre »,